# Ken Rosewall
Ken Robert Rosewall, MBE (n. 2 noiembrie 1934, Sydney, Noul Wales de Sud, Australia) este un fost tenisman australian, unul dintre cei mai de succes jucători de tenis din istorie.
La simplu, Rosewall a câștigat patru titluri de Grand Slam în era amatorilor și patru în Era Open, ajungând la 16 finale. La dublu masculin a câștigat nouă titluri de Grand Slam, iar la dublu mixt a câștigat un US Open. În perioada în care a evoluat la profesioniști, între 1956 și 1968, a câștigat de opt ori French Open Professional, Wembley Professional Open de cinci ori și US Professional Open de două ori. 
Un jucător genial, cu un joc nu foarte puternic, dar foarte eficient și cu o mobilitate incredibilă, Rosewall a petrecut douăzeci și șase de ani în Top 20, douăzeci de ani în Top 10 și timp de cel puțin doisprezece ani a fost unul dintre cei mai buni trei jucători din lume. A fost considerat numărul unu în lume în 1961, 1962 și 1963, o perioadă în care nu existau clasamente ale jucătorilor de tenis așa cum există astăzi. În ciuda performanțelor uriașe, nu a făcut Marele Șlem al carierei deoarece nu a reușit niciodată să câștige campionatul de la Wimbledon, turneu în care a pierdut patru finale.

## Cariera
Rosewall s-a născut într-o familie care juca tenis și deținea terenuri de tenis. Stângaci din fire, a fost învățat de către tatăl său să joace cu mâna dreaptă. Când și-a terminat cariera, a spus: „Poate că ar fi putut fi mai bine dacă aș fi învățat să joc cu stânga”. Deși era mic de înălțime (1,70 m), a fost poreclit sarcastic „Mușchi”. Totuși, a fost un jucător rapid, agil și neobosit, cu lovituri puternice. Reverul său slice a fost cea mai puternică armă a lui, iar în general reverul său a fost considerat unul dintre cele mai bune din istorie, alături de cel al lui Don Budge. Presa l-a numit „Micul maestru din Sydney”.
La doar 18 ani, a câștigat titlurile de la Australian Open și Roland Garros din 1953. În 1956, împreună cu colegul australian Lew Hoad, a făcut Marele Șlem calendaristic de dublu, câștigând cele mai importante 4 turnee ale acelui an. Timp de mulți ani, duo-ul a fost numit „The dust gold twins”.
În 1956, Rosewall a devenit profesionist după victoria sa surpriză împotriva lui Hoad în Campionatul Statelor Unite (în prezent, US Open), care l-a lipsit pe Hoad de realizarea Marelui Șlem. Angajat de jucătorul de tenis Jack Kramer, Rosewall a jucat o serie de meciuri împotriva regelui tenisului profesionist Pancho Gonzales și a fost învins cu 51 de meciuri la 26. Din cauza profesionalismului, Rosewall nu a putut juca niciun turneu de Grand Slam între 1957 și 1967, deoarece acestea erau rezervate sportivilor amatori. În cea mai mare parte a anilor săi ca profesionist a fost considerat cel mai bun profesionist pe suprafețe lente, câștigând 7 campionate franceze consecutive.
Înainte de a intra în lumea profesionistă, Rosewall a fost un jucător de pe linia de fund a terenului, dar a învățat rapid să joace ofensiv și a devenit un maestru la acest tip de joc care l-a ajutat să-și păstreze fizicul. Datorită acestui fapt, Rosewall a reușit să joace până la 40 de ani.
În 1962 și 1963, cu Gonzales semi-pensionat și starul în ascensiune al Australiei Rod Laver nu la cel mai înalt nivel, Rosewall a fost în mod clar cel mai bun jucător din lume. La 43 de ani, datorită aproape lipsei accidentărilor din carieră, reușea să câștige turnee și să rămână în top 15 de pe planetă.
În ciuda faptului că a fost finalist de patru ori, Wimbledon a fost singurul Grand Slam pe care nu l-a câștigat. La 39 de ani și 310 de zile a devenit cel mai în vârstă finalist de Grand Slam din istorie, ajungând în finala US Open în 1974.
În 1972 a jucat turneele din seria WCT și a ajuns în finală la ultimul turneu, Campionatul WCT (în sală la Dallas). Acolo a jucat și a câștigat unul dintre cele mai bune meciuri din istoria tenisului, în fața unui public de televiziune fără precedent, împotriva compatriotului său Rod Laver 4-6, 6-0, 6-3, 6-7, 7-6(5). Celebrul specialist în tenis Steve Flink l-a clasat pe locul 4 în cartea sa „The Best Tennis Matches of the 20th Century”.
Gonzales a spus despre el: „A devenit un jucător mai periculos pe măsură ce a îmbătrânit. Cu excepția lui Frank Sedgman și a mea, putea domina pe oricine. Singurele sale slăbiciuni au fost impulsul și serviciul”. În lunga sa carieră, Ken a jucat de 111 ori împotriva lui Laver, câștigând 49 dintre meciuri; De 160 de ori împotriva lui Gonzales, din care a câștigat 59, și de 70 de ori împotriva lui Lew Hoad, dintre care a câștigat 45.
El este, alături de Pete Sampras și Rafael Nadal, singurul jucător care a câștigat titluri de Grand Slam în adolescență, 20 și 30 de ani.
Și-a câștigat porecla de „brațe scurte și buzunare adânci” pentru grija sa de a nu risipi banii.
În anii 1980 a fost unul dintre participanții (împreună cu Laver, Emerson și Hoad) care au dat viață actualului circuit Legends.
Are cinci copii și a fost inclus în International Tennis Hall of Fame în 1980 și în Australian Tennis Hall of Fame în 1995.

## Cupa Davis
În 1953 a făcut parte din finala împotriva Statelor Unite de la Melbourne, în care Australia a câștigat cu 3-2. În ea, Ken a jucat două meciuri la simplu, pierzându-l pe primul în fața lui Tony Trabert și câștigând al cincilea punct care a oferit Australiei trofeul împotriva lui Vic Seixas. În 1954, a participat și la finala împotriva Statelor Unite de la Sydney, deși de data aceasta situația s-a inversat și americanii au câștigat cu 3-2 după ce au condus cu 3-0.
În 1955 a participat la seria 6 a Australiei spre titlu, cu un total de 12 meciuri de simplu, dintre care a câștigat 11. În acel an, Australia a învins Statele Unite cu 5-0 în finala de la Forest Hills, Rosewall triumfând asupra lui Vic Seixas și Ham Richardson.
1956 a fost ultima sa participare înainte de a deveni profesionist, ceea ce l-a ținut departe de Cupa Davis mulți ani. În acel an a participat la finala împotriva Statelor Unite în care Australia a câștigat din nou cu 5-0, de data aceasta la Adelaide. Rosewall a jucat două meciuri la simplu și pe cel de dublu în finală.
Abia în 1973, Ken a putut să participe din nou la Cupa Davis. Din nou, Australia a zdrobit Statele Unite cu 5-0 la Cleveland, iar Rosewall a participat și la semifinale în care a obținut o victorie la dublu cu Laver împotriva cehilor Kodes și Zednik.
1975 a fost ultima sa apariție în care a contribuit cu două victorii la simplu în seria împotriva Noii Zeelande. În acel an, Australia a pierdut în semifinale în fața Cehoslovaciei.